# Mesoxiphium monostigmaticum
Mesoxiphium monostigmaticum är en stekelart som först beskrevs av Van Achterberg 1976.  Mesoxiphium monostigmaticum ingår i släktet Mesoxiphium, och familjen bracksteklar. Inga underarter finns listade.